# 中島久喜
中島久喜（なかじま ひさよし、1958年 - ）は、日本の実業家。東京三協信用金庫理事長。

## 人物・経歴
1958年東京都生まれ。1981年千葉商科大学商経学部卒業。東京三協信用金庫入庫。早稲田支店長、井荻駅前支店長、本店長、業務部部長、融資部長、18年6月理事 融資部長を経て、22年6月理事長就任。